# Oficina de les Nacions Unides a Burundi
L'Oficina de les Nacions Unides a Burundi (BNUB) va ser creada pel Consell de Seguretat de les Nacions Unides el desembre de 2010 com una operació reduïda per reemplaçar l'Oficina Integrada de les Nacions Unides a Burundi des de l'1 de gener de 2011.
La BNUB, establert per la Resolució 1959 (2010), amb un mandat que l'autoritzava a:
(a) impulsar el desenvolupament de les institucions nacionals;
(b) promoure el diàleg;
(c) combatre la impunitat;
(d) promoure els drets humans;
(e) garantir que les polítiques econòmiques i financeres compleixin les necessitats de les persones vulnerables i defensin la mobilització de recursos per a Burundi;
(f) suport amb els problemes d'integració regional.
El Consell de Seguretat va donar a BNUB un primer mandat de dotze mesos fins a finals de desembre de 2011, que es va ampliar fins al 15 de febrer de 2013.
La BNUB va completar el seu mandat el 31 de desembre de 2014, i les seves responsabilitats van ser transferides al Marc d'Assistència per al Desenvolupament de les Nacions Unides (específicament per a l'equip de país per a Burundi). La Missió d'Observació Electoral de les Nacions Unides a Burundi (MENUB) va començar oficialment a treballar l'1 de gener de 2015.